# John P. Jumper
John P. Jumper,  (Paris, 4 febbraio 1945), è un generale statunitense.

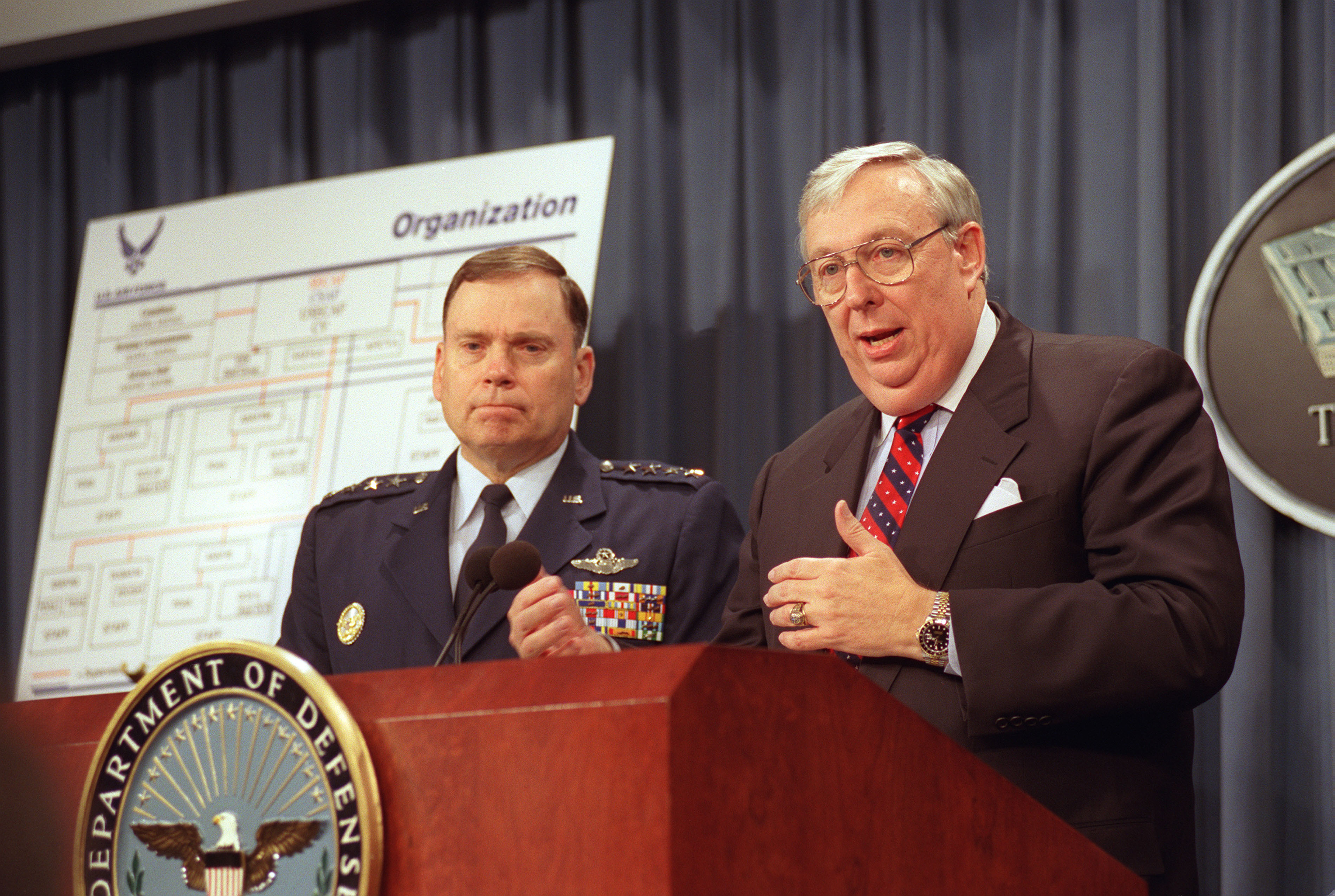
Il Capo di Stato Maggiore dell'Air Force statunitense, Generale John P. Jumper e Segretario dell'Air Force James Roche durante un briefing al Pentagono.

Prestò servizio nell'Aeronautica Militare degli Stati Uniti raggiungendo il grado di generale e fu il 17º Capo di Stato Maggiore dell'Aeronautica degli Stati Uniti dal 6 settembre 2001 al 2 settembre 2005.  Andò in quiescenza il 1º novembre 2005 e gli successe come Capo di Stato Maggiore il Generale T. Michael Moseley.

## Antefatti

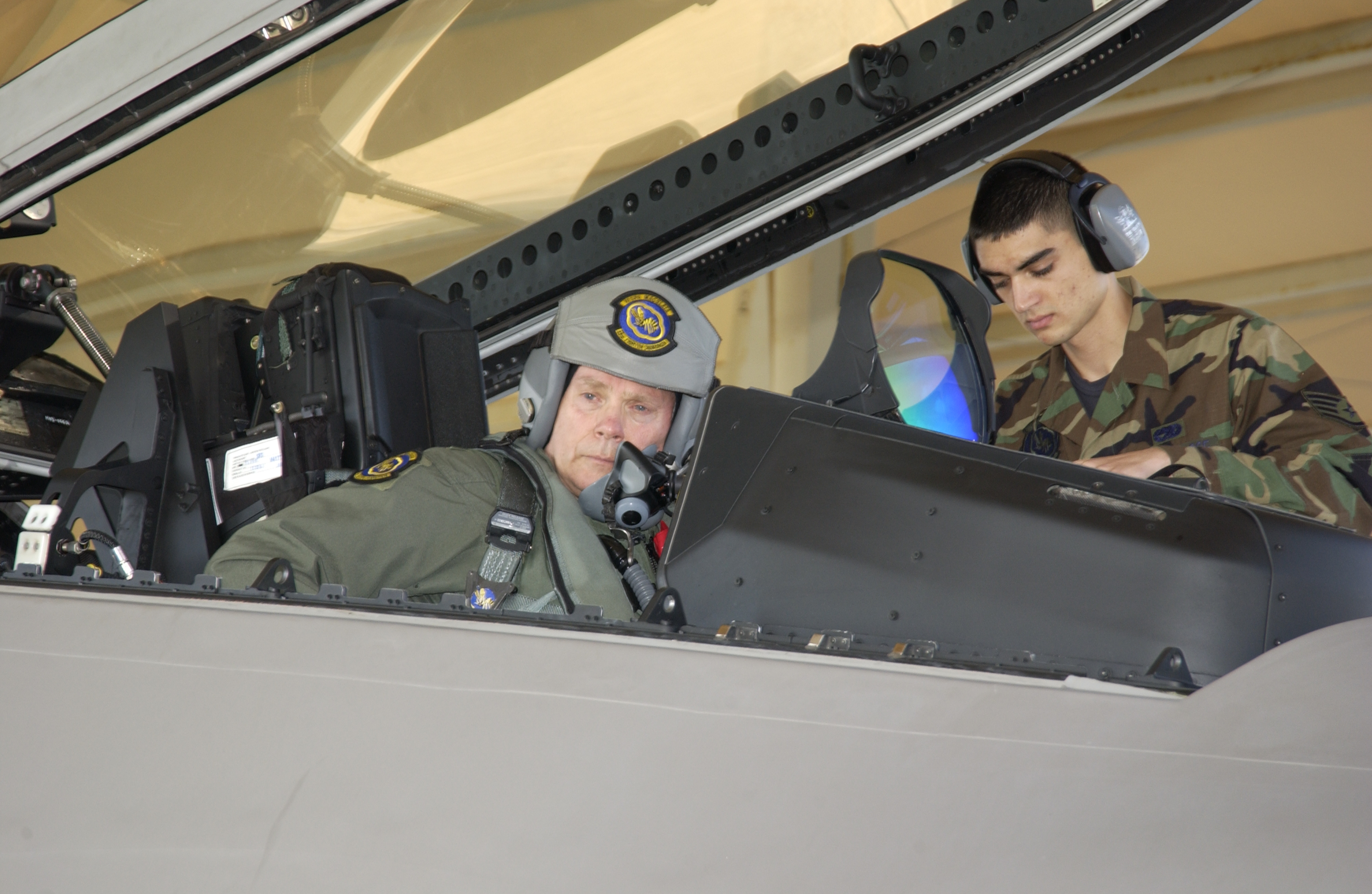
Il Generale John P. Jumper, Capo di Stato Maggiore dell'Air Force statunitense in volo su un F-22 Raptor.

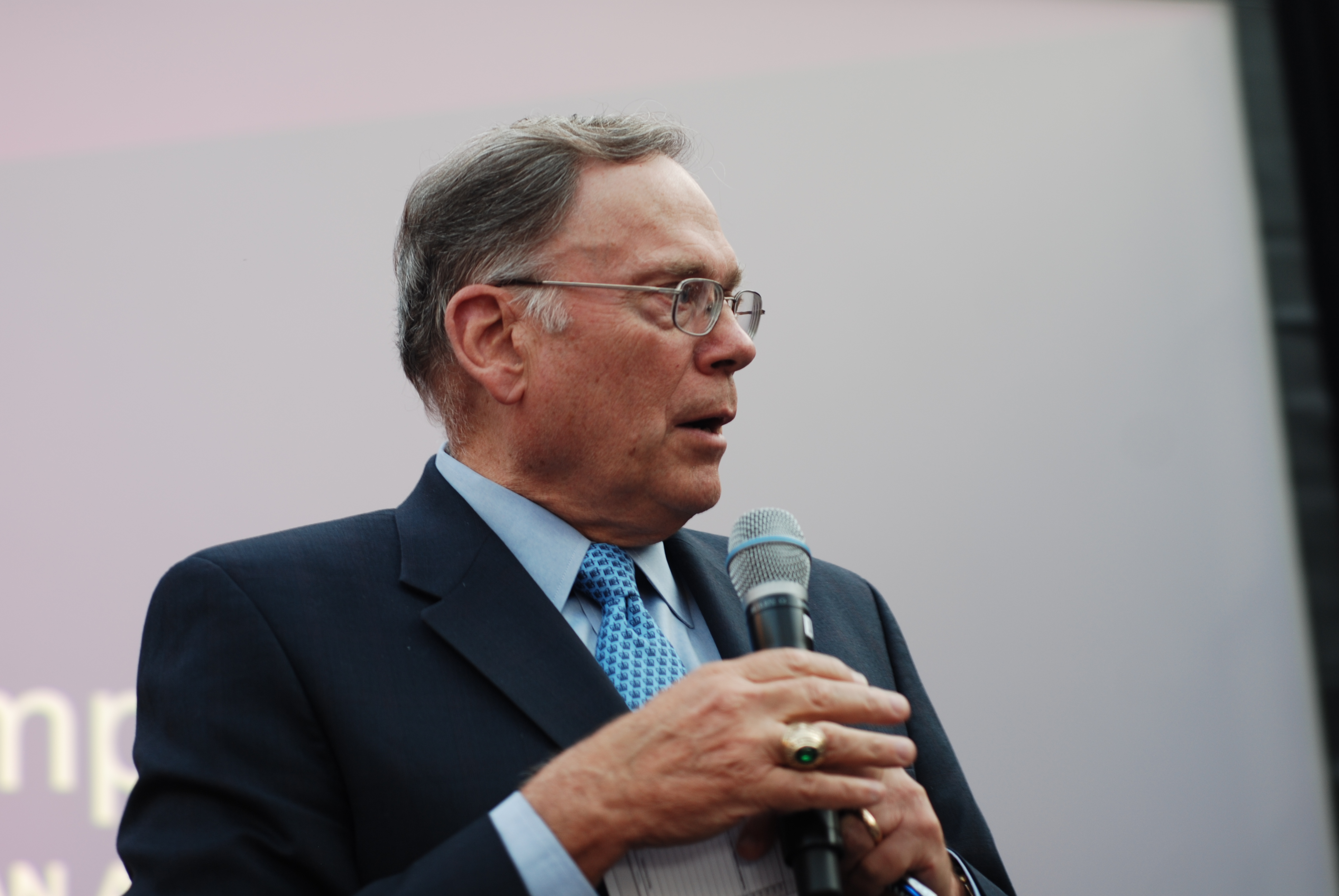
Jumper parlando come CEO della Leidos, nel settembre 2013

Jumper nacque a Paris, nel Texas. Egli raggiunse il livello di ufficiale distinto partecipando nel 1966 al programma Air Force ROTC del Virginia Military Institute. Ha comandato uno squadrone e poi due squadriglie di caccia, un numero di reparti dell'Air Force e dell'U.S. Air Forces in Europa e di Forze Aeree Alleate nell'Europa Centrale. Prima di diventare Capo di Stato Maggiore dell'Air Force, il generale ha prestato servizio come Comandante del Comando di Combattimento aereo alla Base di Comando Aereo di Langley.
Jumper ha lavorato anche presso il Pentagono come Vice Capo di Stato Maggiore per le Operazioni aeree e come Assistente Militare Senior di due Ministri della Difesa e come Assistente Speciale al Capo di Stato Maggiore per i Ruoli e le Missioni. Comandante pilota con più di 5000 ore di volo, principalmente su velivoli da caccia, Jumper prestò servizio in due tour nel Sud-est asiatico, accumulando più di 1400 ore di combattimento.
Jumper si ritirò dall'Air Force il 1º novembre 2005.
Nel giugno 2007 Jumper entrò nel Consiglio di Amministrazione della Science Applications International Corporation, una società federale di fornitori. 
Il 1º marzo 2012 Jumper divenne Direttore Generale (CEO) della SAIC e fu essenziale nel dividere la società in due. Dopo la divisione Jumper rimase il CEO della società che cambiò il proprio nome in Leidos. Jumper lasciò la carica di CEO nel luglio 2014, quando Roger Krone gli succedette come nuovo CEO della società, ma Jumper rimase come Presidente del Consiglio di Amministrazione.

## Formazione
- 1962 Hampton High School (Virginia)
- 1966 Baccelierato in Elettrotecnica, Virginia Military Institute, Lexington
- 1975 Squadron Officer School, Base Aeronautica di Maxwell, Alabama
- 1978 Air Command e Staff College, Maxwell AFB, Alabama
- 1979 Grado di Master in Business Administration, Università Golden Gate, San Francisco (California)
- 1982 National War College, Fort Lesley J. McNair, Washington

## Incarichi
1. Giugno 1966 – Luglio 1967, studente pilota, 3550º Pilota Squadrone di Addestramento, Moody Air Force Base, Georgia
2. Luglio 1967 – Settembre 1967, C-7 addestramento di aggiornamento, Sewart AFB, Tennessee
3. Ottobre 1967 – Ottobre 1968, C-7 pilota, 459º Tactical Airlift Squadron, Phu Cat Air Base, Vietnam del Sud
4. Novembre 1968 – Luglio 1969, F-4 addestramento di aggiornamento, 431º Tactical Fighter Squadron, George AFB, California
5. Luglio 1969 – Maggio 1970, istruttore pilota, weapons officer and fast forward air controller, 555º Tactical Fighter Squadron, Udon Royal Thai AFB, Tailandia
6. Giugno 1970 – Luglio 1974, istruttore pilota, flight examiner and standardization and evaluation chief, 81º Tactical Fighter Wing, Royal Air Force Bentwaters, Inghilterra
7. Luglio 1974 – agosto 1977,  istruttore di volo, poi, Comandante, U.S. Air Force Fighter Weapons School, Nellis Air Force Base, Nevada
8. Agosto 1977 – Giugno 1978, studente, Air Command and Staff College, Maxwell Air Force Base, Alabama
9. Giugno 1978 – Agosto 1981, Staff Officer for Operations and Readiness, Tactical Division, Quartier generale U.S. Air Force, Washington, D.C.
10. Agosto 1981 – Luglio 1982, studente, National War College, Fort Lesley J. McNair, Washington, D.C.
11. Luglio 1982 – Febbraio 1983, Capo della Sicurezza, 474º Tactical Fighter Wing, Nellis AFB, Nevada
12. Marzo 1983 – Luglio 1983, Comandante, 430º Squadrone Tattico di caccia, Nellis AFB, Nevada
13. Luglio 1983 – Agosto 1986, Special Assistant and Executive Officer to the Commander, Quartier generale Tactical Air Command, Langley AFB, Virginia
14. Agosto 1986 – Febbraio 1988, Vice Comandante, poi Comandante, 33º Tactical Fighter Wing, Eglin Air Force Base, Florida
15. Febbraio 1988 – Maggio 1990, Comandante, 57º Fighter Weapons Wing, Nellis AFB, Nevada
16. Giugno 1990 – Aprile 1992, Vice Direttore per gli Affari Politico-Militari, Strategic Plans and Policy Directorate, the Joint Staff, Washington, D.C.
17. Maggio 1992 – Febbraio 1994, Assistente Militare Senior al Segretario della Difesa, Washington, D.C.
18. Febbraio 1994 – Luglio 1994, Assistente Speciale al Capo di Stato Maggiore dell'Air Force per Ruoli e Missioni, Washington, D.C.
19. Agosto 1994 – Giugno 1996, Comandante, 9º Air Force and U.S. Central Command Air Forces, Shaw Air Force Base,  Carolina del Sud
20. Giugno 1996 – Novembre 1997, Vice Capo di Stato Maggiore per l’Aeronautica e le Operazioni nello Spazio, Quartier generale U.S. Air Force, Washington, D.C.
21. Dicembre 1997 – Febbraio 2000, Comandante, U.S. Air Forces in Europa e Comandante delle Forze Aeree Alleate nell'Europa Centrale, Ramstein AB, Germania
22. Febbraio 2000 – Settembre 2001, Comandante, Quartier generale ACC, Langley Air Force Base, Virginia
23. Settembre 2001 – Settembre 2005, Capo di Stato Maggiore, Quartier generale U.S. Air Force, Washington, D.C.

## Scandalo Thunderbirds "Thundervision"
Alcuni membri dell'Aeronautica Militare degli Stati Uniti finirono sotto indagine da parte dello FBI per aver stipulato un contratto da 50 milioni di dollari per servizi audiovisivi di presentazione allo Strategic Message Solutions of Plymouth Meeting, Pa. Il contratto coinvolgeva il progetto "Thundervision", volto a fornire videate giganti e forse servizi sui contenuti durante le esibizioni di volo effettuate dalle Air Force Thunderbirds. L'indagine si svolse attorno a possibili coinvolgimenti di Jumper e dell'allora Capo di Stato Maggiore dell'Air Force T. Michael Moseley. Si sospettò che il prezzo del contratto fosse gonfiato, poiché un amico dei due generali, il Generale dell'Air Force in quiescenza Hal Hornburg, fosse associato alle Strategic Message Solutions.  Due società coinvolte nel procedimento di gara protestarono, una delle quali aveva offerto servizi paragonabili per un importo pari alla metà.  La Air Force successivamente cancellò il contratto.